# Radio Moldova Internacional
Radio Moldova Internacional (rumano: Radio Moldova Internaţional; RMI) fue un servicio de radio internacional de la radiodifusora pública moldava TRM. Emitía en rumano, inglés, español, francés y ruso.

## Historia
RMI comenzó a difundir por onda corta en 1992 para contrarrestar las informaciones dadas por Moscú sobre la guerra civil de Transnistria, además de dar a conocer al mundo noticias sobre la política, economía, sociedad y cultura de Moldavia. En el año 2000, RMI inició las emisiones por Internet.
Radio Moldova Internacional cesó sus servicios en lenguas extranjeras en 2013 debido al poco acceso de oyentes a sus programas.

## Programación en español
Las transmisiones eran de lunes a viernes y duraban 30 minutos.
- Lunes: Revista de la prensa moldava, Sociedad.
- Martes: Política al Día, Personalidades y Destinos.
- Miércoles: Moldova y el Mundo, Universo Cultural.
- Jueves: Economía y Negocios, Ecología.